# Andrés Segovia
Andrés Segovia, född 21 februari 1893 i Linares, Andalusien, död 3 juni 1987 i Madrid, var en spansk klassisk gitarrist. Segovia var en framträdande person inom den klassiska gitarrscenen under 1900-talet. Han turnerade under ungefär 75 år.
Segovia ville föra fram gitarren som ett riktigt instrument som dög till klassisk musik, inte bara för populär- och folkmusik. Han framträdde för publik första gången vid sexton års ålder, och några år senare höll han sin första riktiga klassiska konsert i Madrid. Han spelade några transkriptioner till gitarr av Francisco Tárrega och några Bach-stycken som han själv transkriberat till gitarr. Segovias gitarrteknik skilde sig från Tarregas och dennes elevers; Tarrega knäppte på strängarna med fingertoppen medan Segovia använde fingernageln. Detta är idag den vanligaste tekniken hos klassiska gitarrister, även om det finns de som använder den mjuka fingertoppen. Segovias teknik och spelsätt förbluffade publiken, och Segovia lyckades till stor del med sitt projekt att föra in gitarren i de klassiska konsertsalarna.
När Segovias publik blev större och han spelade i större salar, fann han att gitarrens ljud hade svårt att räcka fram. Detta fick honom att sträva efter att framställa en ljudstarkare gitarr. Tillsammans med instrumentmakare konstruerade han vad som idag är känt som den klassiska gitarren, gjord av bättre trä än sina föregångare och strängad med nylonsträngar. Bland Segovias gitarrelever genom åren finns Sharon Isbin, Abel Carlevaro, Ben Bolt, Christopher Parkening, John Williams, Eliot Fisk och Oscar Ghiglia. 
Segovia dog i Madrid i en hjärtattack vid 94 års ålder.

## Utmärkelser
Asteroiden 3822 Segovia är uppkallad efter honom.